# Benidoleig (kommun)
Benidoleig är en kommun i Spanien.   Den ligger i provinsen Provincia de Alicante och regionen Valencia, i den östra delen av landet, 400 km sydost om huvudstaden Madrid. Antalet invånare är 1 315. Arean är 7,5 kvadratkilometer. Benidoleig gränsar till Alcalalí, Beniarbeig, Benimeli, Orba, Pedreguer, Ráfol de Almunia, Sanet y Negrals och Tormos. 
Terrängen i Benidoleig är platt åt nordväst, men åt sydost är den kuperad.